# کلید شانس
کلید شانس (انگلیسی: Luck Key؛ کره‌ای: 럭키) فیلم کمدی اکشن محصول سال ۲۰۱۶ کره جنوبی به کارگردانی لی گِه بیوک و با بازی یو هه جین است. این فیلم بازخلق فیلم کمدی ژاپنی کلید زندگی (۲۰۱۲) است.

## بازیگران

### اصلی
- یو هه جین در نقش چوی هیون ووک[۶]
- لی جون در نقش یون جه سونگ
- جو یون هی در نقش کانگ ری نا
- لیم جی یون در نقش سونگ اون جو

### مکمل
- گو جون در نقش کوان هه راک
- جو هان چول در نقش ایل سونگ
- کیم مین سانگ در نقش کارگردان فیلم
- چا یوپ در نقش دستیار کارگردان
- کیم جی آن در نقش کانگ یو نا
- سونگ بیونگ سوک در نقش مادر کانگ ری نا
- پارک سونگ ته در نقش مادربزرگ کانگ ری نا